# Assis (ur. 1971)
Assis, właśc. Roberto de Assis Moreira (ur. 10 stycznia 1971) – brazylijski piłkarz występujący na pozycji pomocnika. W trakcie swojej kariery reprezentował barwy klubów z takich krajów jak Brazylia, Szwajcaria, Portugalia, Japonia, Meksyk i Francja. Wraz z młodzieżowymi reprezentacjami Brazylii wystąpił na mistrzostwach Świata do lat 17 w 1987 roku i na mistrzostwach Świata do lat 20 w 1989 roku. Po zakończeniu kariery został menadżerem swojego młodszego brata Ronaldinho.